# Czesław Miłczak
Czesław Miłczak (ur. 27 kwietnia 1938 w Sobieskiej Woli) − artysta malarz, grafik, pedagog, badacz polskiego pieniądza papierowego, autor katalogów, kolekcjoner.

## Życiorys
Po ukończeniu szkoły powszechnej kontynuował naukę w Państwowym Liceum Sztuk Plastycznych w Zamościu. Studiował na Akademii Sztuk Pięknych w Warszawie na Wydziale Malarstwa w pracowni Jana Cybisa oraz litografię w pracowni Józefa Pakulskiego, równolegle studiując pedagogikę. W 1963 r. uzyskał tytuł zawodowy magistra sztuki z wynikiem bardzo dobrym. W 1964 r. został przyjęty do Związku Zawodowego Artystów Plastyków. W tym samym roku założył w Mińsku Mazowieckim pomaturalne dwuletnie Studium Reklamy i Dekoratorstwa, które następnie prowadził do 1972 r., rezygnując na rzecz pracy twórczej.

## Notafilia
Jeszcze w trakcie studiów zainteresował się zabytkowymi papierowymi znakami pieniężnymi. Na początku lat 70. XX w. rozpoczął gruntowne badania połączone z analizą treści pieniądza papierowego, przede wszystkim banknotów końca XIX i początku XX wieku, systematycznie rozbudowując własne archiwum. Wynikiem długoletnich prac badawczych, analiz, zainteresowania połączonego z kolekcjonerstwem była seria katalogów rozpoczęta w 2000 r. pozycją: „Katalog banknotów polskich 1916−1994”, wydana równolegle w angielskiej wersji językowej. Następne opracowanie – z 2002 r. – zostało wzbogacone o kolorowe ilustracje oraz poszerzone o banknoty polskie od początku ich zaistnienia, czyli od 1794 r. Trzecie wydanie katalogu – z 2005 r. – objęło również tematykę bonów towarowych Pewexu i Baltony. W 2012 r. wydał dwutomową, bogato ilustrowaną publikację „Banknoty polskie i wzory”. W 2021 wznowił uzupełniony „Katalog polskich pieniędzy papierowych od 1794” – kolekcjonerskie, limitowane wydanie oprawione w skórę. 
W 2006 r. wraz z Gazetą Wyborczą i magazynem historycznym Mówią Wieki przygotował cykl 22 zeszytów „Banknoty polskie. Niezwykła historia kraju i pieniądza”, wydanych jako kolorowy dodatek do Gazety Wyborczej. 
Jest członkiem kilku światowych stowarzyszeń kolekcjonerskich, m.in. dożywotnim członkiem (Life Member of IBNS No. 176) International Bank Note Society.
Przesłaniem Czesława Miłczaka jest upowszechnianie wiedzy o polskich papierowych środkach płatniczych, ich walorach artystycznych i to nie tylko z punktu widzenia kolekcjonerskiego. Banknoty nazywa:

małymi dziełami sztuki powszechnego użytku

## Publikacje
- Katalog banknotów polskich 1916–1994, wyd. I, Warszawa 2000, ISBN 83-913361-8-2
- Catalogue of Polish Banknotes 1916−1994, 1st edition, Warszawa, 2000, ISBN 83-913361-9-0
- Katalog polskich pieniędzy papierowych od 1794, Warszawa
  - wyd. II, 2002, ISBN 83-913361-7-4
  - wyd. III, 2005, ISBN 83-913361-6-6
  - wyd. IV, 2021, ISBN 978-83-963057-0-1
- Banknoty polskie i wzory, wyd. I, Warszawa, 2012
  - tom I, ISBN 978-83-913361-3-7
  - tom II, ISBN 978-83-913361-4-4
- Cennik do katalogu polskich pieniędzy papierowych, Warszawa
  - wyd. I, 2003, ISBN 83-913361-7-4
  - wyd II, 2004, ISBN 83-913361-7-4
  - wyd III, 2005, ISBN 83-913361-7-4
  - wyd IV, 2006, ISBN 83-923332-0-9
  - wyd V, 2007, ISBN 978-83-923332-1-7
  - wyd VI, 2008, ISBN 978-83-923332-1-0
  - wyd VII, 2009, ISBN 978-83-923332-5-8
  - wyd VIII, 2010, ISBN 978-83-923332-6-5
  - wyd. IX, 2011, ISBN 978-83-923332-9-6
  - wyd. X, 2012, ISBN 978-83-913361-2-0
- Cennik banknotów polskich, Warszawa
  - wyd. XI, 2014
  - wyd. XII, 2018
  - wyd. XIII, 2020
- Cennik wzorów banknotów polskich, Warszawa
  - wyd. I, 2014
  - wyd. II, 2018
  - wyd. III, 2020

## Wyróżnienia
- w VII konkursie im. Jana Gawrońskiego dla: „Katalogu polskich pieniędzy papierowych od 1794” z 2002 r. – najlepsza praca o polskim pieniądzu papierowym[7]
- International Bank Note Society dla: dwutomowego opracowania z 2012 r.: „Banknoty polskie i wzory” – najlepsza publikacja z dziedziny numizmatycznej o banknotach[8].